# 애리 그레이너
아리 그레이너(Ari Graynor, 영어 발음: /ˈɑːri/, 1983년 4월 27일 ~ )는 미국의 배우이다.

## 출연 작품
- 라이크 어 보스 (2020)
- 프론트 러너 (2018)
- 아임 다잉 업 히어 (2017)
- 디재스터 아티스트 (2017)
- 조인 더 클럽 (2015)
- 나의 PS프렌드 (2012)
- 더 길트 트립 (2012)
- 러브, 비하인드 (2012)
- 럭키 (2011)
- 더 시터 (2011)
- 당신은 몇번째인가요? (2011)
- 원 나잇 리멤버 (2011)
- 노 딜 (2010)
- 홀리 롤러스 (2010)
- 컨빅션 (2010)
- 브로큰 데이트 (2010)
- 이유있는 반항 (2009)
- 위핏 (2009)
- 닉과 노라의 인피니트 플레이리스트 (2008)
- 아메리칸 크라임 (2007)
- 턴 더 리버 (2007)
- 포 유어 컨시더레이션 (2006)
- 그레이트 뉴 원더풀 (2005)
- 게임 6 (2005)
- 북 오브 러브 (2004)
- 가공의 영웅 (2004)
- 미스틱 리버 (2003)

### 텔레비전
- 아메리칸 대드! (2008-12)
- 프린지 (2009-10)